# Dżena Stefanowa
Dżena Stefanowa, bułg. Джена Стефанова (z domu Binewa [Бинева], ur. 15 grudnia 1948) – bułgarska lekkoatletka specjalizująca się w biegach sprinterskich i średniodystansowych.
W 1971 r. wystąpiła w Sofii na halowych mistrzostwach Europy, zdobywając brązowy medal w biegu sztafetowym 4 x 2 okrążenia. W 1972 r. zdobyła złoty medal mistrzostw Bułgarii w biegu na 1500 metrów.